# هيو ماسيكيلا
هيو ماسيكيلا (بالإنجليزية: Hugh Masekela)‏ (مواليد 4 أبريل 1939 في جنوب أفريقيا - الوفاة 23 يناير 2018)، هو عازف على البوق والشياع وموسيقي وملحن وقائد فرقة موسيقية جنوب أفريقي بدأ مسيرته الفنية عام 1956، وهو متخصصٌ بموسيقى الجاز لذلك يُلقب بـ«أبو الجاز الجنوب أفريقي»، قدم خلالها 40 ألبوماً غنائياً، وكانت معزوفة «جريزين إن جراس» هي أشهر معزوفاته على الإطلاق. كما اشتهر بنشاطه المناهض للفصل العنصري في جنوب أفريقيا وبسببها انتقل للإقامة في الولايات المتحدة.

## مسيرته الفنية
عشق ماسيكيلا النفخ بالبوق منذ صِغره، حيثُ حصل على أول بوق له في سنّ 14 عاماً، وبدأ بتحقيق نجاحاً صغيراً بداية الخمسينات. لكن بسبب النظام العنصري في جنوب أفريقيا، أضطر أن ينتقل إلى نيويورك سنة 1960. وأصبح متخصصاً بموسيقى الجاز، وساعد رفاقه ديزي غيليسبي ولويس أرمسترونغ. ثم انتقل إلى لوس أنجلوس وهناك حققت مقطوعته الموسيقية «جريزين إن جراس» المركز الأول في الولايات المتحدة بين القوائم الموسيقية. عاد إلى جنوب أفريقيا سنة 1990، بعد غياب 30 عاماً عن وطنه، وقد شارك في حفل افتتاح كأس العالم لكرة القدم 2010.

## وفاته
أصيب في نهاية حياته بسرطان البروستاتا والذي أدى لوفاته في 23 يناير 2018، عن عمرٍ ناهز 78 عاماً.

## وصلات خارجية
- هيو ماسيكيلا على موقع IMDb (الإنجليزية)
- هيو ماسيكيلا على موقع الموسوعة البريطانية (الإنجليزية)
- هيو ماسيكيلا على موقع ألو سيني (الفرنسية)
- هيو ماسيكيلا على موقع ميوزك برينز (الإنجليزية)
- هيو ماسيكيلا على موقع أول موفي (الإنجليزية)
- هيو ماسيكيلا على موقع قاعدة بيانات برودواي على الإنترنت (الإنجليزية)
- هيو ماسيكيلا على موقع قاعدة بيانات الأفلام السويدية (السويدية)
- هيو ماسيكيلا على موقع أول ميوزيك (الإنجليزية)
- هيو ماسيكيلا على موقع ديسكوغز (الإنجليزية)
- هيو ماسيكيلا على موقع قاعدة بيانات الفيلم (الإنجليزية)

- الموقع الرسمي